# 帕東尼亞 (堪薩斯州)
帕東尼亞（英語：Padonia）為位在美國堪薩斯州布朗縣的非建制地區。

## 歷史
1854年於帕東尼亞設立了第一個定居點。此社區由最先定居者傑西·帕東（Jesse Padon）所命名。1857年10月20日，郵政局於此地區開業，之後持續營業直到1933年5月31日歇業。